# Memelichi de Arriba
Memelichi de Arriba är en ort i Mexiko.   Den ligger i kommunen Ocampo och delstaten Chihuahua, i den nordvästra delen av landet, 1 300 km nordväst om huvudstaden Mexico City. Memelichi de Arriba ligger 2 319 meter över havet och antalet invånare är 104.
Terrängen runt Memelichi de Arriba är kuperad, och sluttar österut. Runt Memelichi de Arriba är det mycket glesbefolkat, med 4 invånare per kvadratkilometer. Närmaste större samhälle är Calaveras, 5,6 km söder om Memelichi de Arriba. I omgivningarna runt Memelichi de Arriba växer huvudsakligen savannskog.